# 2024 год в Италии

## Январь
- 25 января — Мэры городов с населением от 5 000 до 15 000 жителей получили право избираться на третий срок. Сняты ограничения для мэров городов с населением до 5 000 по количеству сроков пребывания в должности[1]
- 28—29 января — Саммит Италия – Африка[англ.][2][3]
- 31 января
  - Учреждён омбудсмен для людей с ограниченными возможностями[4]
  - Создан музей памяти Фойба[5]

## Март
- 6 марта — Агентство регулирования связи Италии[англ.] наложило на социальную сеть X штраф в размере 1,35 млн евро за нарушение правил рекламы азартных игр[6][7]

## Апрель
- 17—19 апреля — Встреча МИД Большой семёрки (Капри)[8][9][10][11][12]
- 24 апреля — Итальянское Агентство по конкуренции[англ.] оштрафовало Amazon на 10 млн евро за включённую по умолчанию опцию повторения покупки вместо однократной покупки для большого количества товаров на итальянской версии сайта Amazon, что является нечестной практикой торговли[13][14][15]
- 28—30 апреля — Встреча министров окружающей среды стран G7 по климату (Турин)[16][17]

## Май
- 15 мая — Одобрен проект электрического инерконнектора Elmed[англ.] между Тунисом и Италией[18]
- 30 мая — Италия, Германия и Австрия подписали декларацию о создании южного водородного коридора, предусматривающего строительство водородного трубопровода из Северной Африки в Европу по дну Средиземного моря[19]

## Июнь
- 8—9 июня — Выборы в Европарламент, муниципальные[англ.] выборы[1]
- 13—15 июня — 50-й саммит G7[8]

## Июль
- 27 июля — Аппиева дорога включена в Список Всемирного наследия ЮНЕСКО[20][21]

## Август
- 8 августа — Повышен ежегодный фиксированный налог на любой иностранный доход или активы для состоятельных налоговых резидентов со 100 тыс. евро до 200 тыс. евро[22][23]
- 19 августа — Крушение яхты Bayesian у берегов Сицилии. Погибли семь человек, в том числе британский предприниматель Майкл Линч[24][25]

## Сентябрь
- 11 сентября — UniCredit приобрёл 9 % Commerzbank[26][27]
- 19—21 сентября — Саммит G7 по культуре[28][29][30]

## Октябрь
- 4—6 октября — Встреча министров G7 по равным возможностям (Матера)[31]
- 14—18 октября — 75-й Международный конгресс астронавтики (Милан)[32]
- 24 октября — Введено судебное администрирование Миланского торгового банка «Banca Progetto»[33]
- 27—28 октября — Региональные выборы в Лигурии[англ.][34]

## Декабрь
- 1 декабря — Производство Piaggio Ape полностью переведено в Индию по причине более строгих правил ЕС по безопасности и выбросам[35]
- 10 декабря — Отменён штраф в 100 евро за отказ от вакцинации против COVID-19[36]
- 27 декабря — Baykar приобрёл авиастроительную компанию Piaggio Aero[37]

## Планируемые события
- Региональные выборы[англ.]. Выборы охватят 5 регионов.
- Ввод в эксплуатацию второй очереди автомобильного туннеля Фрежюс[англ.] между Бардонеккьей и Моданом[38]
- Начало строительства моста через Мессинский пролив[39]

## В науке
- 20 февраля Во время раскопок на площади Святого Марка (Венеция) найдены семь скелетов в общей могиле, датируемой VII или VIII веком нашей эры на участке, на котором раньше располагалась церковь Сан-Джиминьяно[англ.][40]
- 1 марта — В Помпеях найдена фреска Фрикса и Геллы[41]
- 23 апреля — Расшифровка папирусов, найденных в Геркулануме около Неаполя позволила указать точное место захоронения Платона. Он был похоронен в Академии в Афинах, в саду рядом с «Храмом муз»[42][43]
- 11 апреля — В Помпеях в доме на Виа Ди Нола обнаружен зал с чёрными стенами, на которых изображены фрески с героями Троянской войны[44][45]
- 13 ноября — Из-за глобального потепления и таяния ледников в Вальтеллине на территории регионального парка Вальтеллина — Оробические Альпы[англ.] на высоте 3 000 км над уровнем моря найдены доисторические окаменелости земноводных, пресмыкающихся и растений[46]

## В культуре
- 16—27 октября — XIX Римский кинофестиваль[англ.][47][48]
- 31 октября — Джибеллина избрана столицей современного искусства Италии 2026[49]

## Умерли
- 13 января — Энцо Москато[англ.], писатель, драматург, актёр[50][51]
- 22 января — Луиджи Рива, футболист[52]
- 29 февраля — Паоло Тавиани, кинорежиссёр, сценарист[53]
- 3 апреля — Гаэтано Пеше, дизайнер[54]
- 9 апреля
  - Паоло Пининфарина[англ.], автомобильный дизайнер[55]
  - Паола Гассман[англ.], театральная и киноактриса[56]
- 12 апреля — Роберто Кавалли, модельер[57]
- 2 августа — Массимо Котто[итал.], журналист, писатель[58][59]
- 28 сентября — Глауко Маури[англ.], актёр, театральный режиссёр[60]
- 28 октября — Матильда Лоренци, горнолыжница[61][62]
- 26 декабря — Вальтер Педулла[итал.], эссеист, литературный критик[63]